# 奥龙 (摩泽尔省)
奥龙（法語：Oron，法語發音：[ɔʁɔ̃] ⓘ）是法国摩泽尔省的一个市镇，属于萨尔堡-萨兰堡区。

## 地理
奥龙（48°54'23"N, 6°28'47"E）面积5.37 平方千米，位于法国大東部大區摩泽尔省，该省份为法国东北部内陆省份，是洛林的一部分，西南接默尔特-摩泽尔省，东临下莱茵省，北与卢森堡和德国接壤。
与奥龙接壤的市镇（或旧市镇、城区）包括：布雷安堡、希库尔、丰特尼、弗雷姆里、阿诺库尔、瓦讷库尔、维维耶。

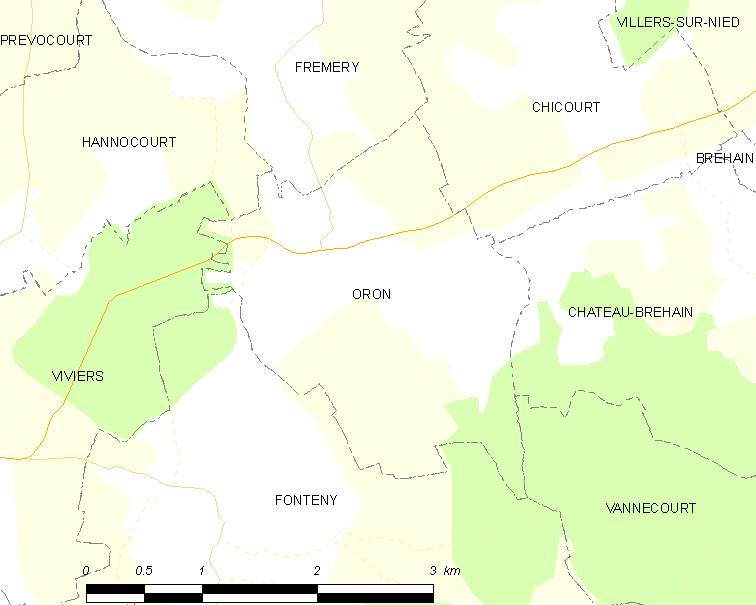
的OSM定位图

奥龙的时区为UTC+01:00、UTC+02:00（夏令时）。

## 行政
奥龙的邮政编码为57590，INSEE市镇编码为57528。

## 政治
奥龙所属的省级选区为索努瓦县。

## 人口

1962-2008年间人口变化图示

奥龙于2022年1月1日时的人口数量为107人。